# Capitites kloofensis
Capitites kloofensis är en tvåvingeart som först beskrevs av Munro 1935.  Capitites kloofensis ingår i släktet Capitites och familjen borrflugor. Inga underarter finns listade.